# Wetboek van Verbintenissen
Het Wetboek van Verbintenissen (Frans: Code des obligations, Duits: Obligationenrecht, Italiaans: Diritto delle obbligazioni, Reto-Romaans: Dretg d'obligaziuns) van 30 maart 1911 omvat de codificatie van de voornaamste wetgevende normen van het Zwitserse verbintenissenrecht. Het wordt beschouwd als een onderdeel van het Zwitsers Burgerlijk Wetboek.
Het Wetboek van Verbintenissen werd opgesteld in dezelfde periode als het Burgerlijk Wetboek, zij het dat dit laatste wetboek reeds in 1907 werd goedgekeurd. Beide wetboeken traden in 1912 in werking.
Hoewel het Wetboek van Verbintenissen een eigen nummering heeft en later werd aangenomen, wordt het beschouwd als het vijfde boek van het Zwitsers Burgerlijk Wetboek.
In tegenstelling tot bijvoorbeeld in België, wordt in Zwitserland het vennootschapsrecht geregeld in het burgerlijk wetboek. In België kent men zowel een Burgerlijk Wetboek als een Wetboek van vennootschappen en verenigingen.